# 佐賀県立太良高等学校
佐賀県立太良高等学校（さがけんりつ たらこうとうがっこう, Saga Prefectural Tara High School）は、佐賀県藤津郡太良町大字多良に所在する公立の高等学校。

## 設置学科
- 普通科

## 概要
歴史
1977年（昭和52年）に開校し、2007年（平成19年）に創立30年を迎えた。
キャッチフレーズ
2011年（平成23年）4月より
「HOT School （ホット スクール）」（H=hope（望み）, O=only one（オンリーワン）, T=try（挑戦））
校章
有明海の「波」に、多良岳の「山なみ」と高校の「高」の文字を組み合わせている。
校歌
作曲は吉田瑞穂、作曲は富永定。3番まであり、各番とも「太良高校」で終わる。

## 沿革
- 1977年（昭和52年） - 創立
- 1980年（昭和55年）- プールが完成
- 1986年（昭和61年）- 創立10周年事業の一環として校訓「自律」を制定。豊峯会館（同窓会館）が完成。
- 1994年（平成6年）- 弓道場が完成
- 2001年（平成13年）- 連携型中高一貫教育を試行
- 2002年（平成14年）- 太良町立大浦中学校・太良町立多良中学校との連携型中高一貫教育を本格的に開始
- 2010年（平成22年）- 連携型中高一貫教育を解消
- 2011年（平成23年）4月 - 単位制、2学期制を導入。また2学級のうち、1学級は西部学区[1]枠とし、もう1学級は全県募集枠とする[2]。

## 学校行事
2学期制をとっている。
- 9月 - 「豊峯祭」（ぶほう祭）- 1日目に文化祭、2日目に体育祭を開催する。

## 部活動

### 運動部
- 野球部
- サッカー部
- 柔道部
- バレーボール部
- ソフトテニス部
- 弓道部
- 卓球部

### 文化部
- パソコン部
- JRC部
- 茶華道部
- 生物科学部
- 新聞部
- 吹奏楽部

## 再編
- かつて、佐賀県立鹿島実業高等学校との統合案があり、地元への説明会が開かれたが、地元からは反対の声が相次いで上がった[3]ため、2011年（平成23年）4月より単位制・2学期制を導入し、2学級のうち1学級は、不登校・発達障害・高校中退生徒を対象とした全県募集枠とすることで、太良高等学校は存続されることとなった[2][4]。

## 参考資料
1. ↑  佐賀県高等学校一覧を参照
2. 1 2  佐賀県立高等学校再編整備第二次実施計画（PDF）- 佐賀県ウェブサイト
3. ↑  太良、鹿実高統合案に地元反対相次ぐ - 佐賀新聞 2008年4月13日
4. ↑  平成23年4月、太良高校が新しくなります 佐賀県教委、2020年9月25日閲覧